# Frank McHugh
Frank McHugh (* 23. Mai 1898 in Homestead, Pennsylvania als Francis Curray McHugh; † 11. September 1981 in Greenwich, Connecticut) war ein US-amerikanischer Film- und Theaterschauspieler, der in zahlreichen Hollywood-Filmen vor allem kumpelhaft-komische Nebenrollen verkörperte.

## Leben
Frank McHugh wurde als Sohn von Theaterschauspielern geboren, die ihre eigene Theaterfirma besaßen. Er spielte bereits im Alter von zehn Jahren in den Stücken seiner Eltern, häufig zusammen mit seinen Geschwistern Matt McHugh (1894–1971) und Kitty McHugh (1902–1954). Beide wurden ebenfalls Schauspieler und hatten lange Filmkarrieren, wenn auch nicht so erfolgreich wie ihr Bruder Frank. Als junger Erwachsener tourte McHugh mit verschiedenen Gruppen durch ganz Amerika und spielte in Vaudeville-Stücken. Ende der 1920er-Jahre kam zum Broadway, wo er während dieser Zeit in fünf Stücken auftrat. Wie viele andere Theaterschauspieler auch kam McHugh zum Beginn der Tonfilmzeit nach Hollywood. Er erhielt einen Studiovertrag bei Warner Brothers und zählte in den 1930er- und 1940er-Jahren dort zu den vielbeschäftigsten und populärsten Nebendarstellern. Sein erster Film war Start in die Dämmerung von Howard Hawks, wo er sofort eine gute Nebenrolle erhielt.
Frank McHugh spielte bei Warner Brothers in allen Genres, wobei er häufig als gutmütiger, etwas komischer Sidekick zum Hauptdarsteller eingesetzt wurde. Seine Markenzeichen waren ein leicht schreiendes Gelächter sowie die besonders häufige Darstellung von Betrunkenen. Im Melodram Reise ohne Wiederkehr aus dem Jahre verkörperte McHugh neben Kay Francis und William Powell einen freundlichen Taschendieb, eine Rolle, die er in der Neuverfilmung Till We Meet Again (1940) erneut aufnahm. Einen seiner markantesten Auftritte hatte er als pessimistischer Choreograf im Berkeley-Musical Parade im Rampenlicht (1933). In Max Reinhardts aufwendiger Shakespeare-Verfilmung Ein Sommernachtstraum (1935) spielte er den Zimmermann Squenz, der mit anderen Handwerkern ein Stück zur Hochzeit des Königs aufführen will. Gelegentlich spielte er auch in Western, etwa an der Seite von Errol Flynn und Olivia de Havilland als tapferer Zeitungsredakteur in Herr des wilden Westens (1939), der wegen eines kritischen Artikels ermordet wird. Eine seiner wenigen Hauptrollen hatte McHugh im Jahr 1936 in der Komödie Three Men on a Horse unter Regie von Mervyn LeRoy.
Bekanntheit erlangte McHugh auch durch seine langjährige Zusammenarbeit mit James Cagney bei elf Filmen. Beide spielten unter anderem gemeinsam in Die wilden Zwanziger und Im Taumel der Weltstadt. Neben Cagney arbeitete er auch regelmäßig mit Pat O’Brien zusammen. McHugh, Cagney und O’Brien waren Amerikaner irischer Herkunft und in ihrem Privatleben gute Freunde. Sie waren Mitglieder der „Irish Mafia“, eines Freundeskreises (der aber nichts mit der Mafia zu tun hatte), zu dem unter anderem auch Spencer Tracy, Allen Jenkins und Ralph Bellamy gehörten. 1944 war McHugh in einer seiner bekanntesten Rollen im Filmklassiker Der Weg zum Glück als lässiger Pfarrer O’Dowd an der Seite von Bing Crosby zu sehen. Während der Kriegsjahre unterstützte er die amerikanische Armee als Truppenunterhalter.
Ende der 1940er-Jahre ließ McHughs Popularität zunehmend nach und er wurde seltener in Kinofilmen besetzt. Ab den 1950er-Jahren arbeitete McHugh vor allem im aufkommenden neuen Massenmedium Fernsehen und hatte zahlreiche Auftritte in Fernsehserien. In 27 Folgen der Bing Crosby Show verkörperte er zwischen 1964 und 1965 die feste Nebenrolle des Willie. Zu den bekannteren Filmen von McHughs späterer Karriere gehören die Musicalkomödie Rhythmus im Blut mit Marilyn Monroe sowie John Fords Politikdrama Das letzte Hurra neben Spencer Tracy. Seine letzte Filmrolle spielte er 1967 als Schiffskapitän in dem Elvis-Presley-Film Seemann, ahoi!. Insgesamt absolvierte McHugh bis zum Jahre 1969 rund 165 Film- und Fernsehauftritte. 
Frank McHugh war von 1933 bis zu seinem Tod mit Dorothy Spencer (1905–1999) verheiratet. Aus der Ehe gingen drei Kinder hervor. Er verstarb 1981 im Alter von 83 Jahren nach kurzer Krankheit. Er liegt auf dem Fairview Cemetery in West Hartford bestattet.

## Filmografie (Auswahl)
- 1929: If Men Played Cards as Women Do (Kurzfilm)
- 1930: Start in die Dämmerung (The Dawn Patrol)
- 1930: Bright Lights
- 1930: The Widow from Chicago
- 1930: Going Wild
- 1931: Millie
- 1931: The Front Page
- 1931: Helden der Unterwelt (Bad Company)
- 1931: Corsair
- 1932: Ein ausgefuchster Gauner (High Pressure)
- 1932: Union Depot
- 1932: Der Schrei der Menge (The Crowd Roars)
- 1932: The Dark Horse
- 1932: Blessed Event
- 1932: Reise ohne Wiederkehr (One Way Passage)
- 1933: Parachute Jumper
- 1933: Das Geheimnis des Wachsfigurenkabinetts (Mystery of the Wax Museum)
- 1933: High Wolf (The Telegraph Trail)
- 1933: Elmer, the Great
- 1933: Lilly Turner
- 1933: Spätere Heirat ausgeschlossen (Ex-Lady)
- 1933: Professional Sweetheart
- 1933: Parade im Rampenlicht (Footlight Parade)
- 1933: Havana Widows
- 1933: The House on 56th Street
- 1933: Mast- und Schotbruch! (Son of a Sailor)
- 1934: Liebe ohne Zwirn und Faden (Fashions of 1934)
- 1934: Heat Lightning
- 1934: Smarty
- 1934: Dickschädel (Here Comes the Navy)
- 1934: Der Schrecken der Rennbahn (6 Day Bike Rider)
- 1935: Devil Dogs of the Air
- 1935: Die Goldgräber von 1935 (Gold Diggers of 1935)
- 1935: The Irish in Us
- 1935: Page Miss Glory
- 1935: Ein Sommernachtstraum (A Midsummer Night’s Dream)
- 1936: Wem gehört die Stadt? (Bullets or Ballots)
- 1936: Three Men on a Horse
- 1937: Ever Since Eve
- 1937: Mr. Dodd Takes the Air
- 1938: Swing Your Lady
- 1938: Vater dirigiert (Four Daughters)
- 1938: Der kleine Star (Boy Meets Girl)
- 1938: Im Tal der Giganten (Valley of the Giants)
- 1939: Herr des wilden Westens (Dodge City)
- 1939: Vier Töchter räumen auf (Daughters Courageous)
- 1939: Weg aus dem Nichts (Dust Be My Destiny)
- 1939: Die wilden Zwanziger (The Roaring Twenties)
- 1939: Four Wives
- 1940: The Fighting 69th
- 1940: Goldschmuggel nach Virginia (Virginia City)
- 1940: 'Til We Meet Again
- 1940: Liebling, du hast dich verändert (I Love You Again)
- 1940: Im Taumel der Weltstadt (City for Conquest)
- 1941: Four Mothers
- 1941: Seitenstraße (Back Street)
- 1941: Herzen in Flammen (Manpower)
- 1942: Agenten der Nacht (All Through the Night)
- 1942: Her Cardboard Lover
- 1944: Der Weg zum Glück (Going My Way)
- 1944: Ledernacken (Marine Raiders)
- 1945: A Medal for Benny
- 1945: Jahrmarkt der Liebe (State Fair)
- 1946: The Hoodlum Saint
- 1946: Die Ausreißerin (The Runaround)
- 1947: Carnegie Hall
- 1948: Die bronzene Göttin (The Velvet Touch)
- 1949: Panik um King Kong (Mighty Joe Young)
- 1949: Miss Grant Takes Richmond
- 1950: Paid in Full
- 1952: My Son John
- 1953: It Happens Every Thursday
- 1953: A Lion Is in the Streets
- 1954: Rhythmus im Blut (There’s No Business Like Show Business)
- 1954–1958: Westinghouse Studio One (Fernsehserie, 4 Folgen)
- 1957–1963: The United States Steel Hour (Fernsehserie, 4 Folgen)
- 1958: Das letzte Hurra (The Last Hurrah)
- 1959: Engel auf heißem Pflaster (Say One for Me)
- 1959: Viele sind berufen (Career)
- 1961: Preston & Preston (The Defenders, Fernsehserie, Folge 1x03)
- 1961: The Spiral Staircase (Fernsehfilm)
- 1962: Route 66 (Fernsehserie, 2 Folgen)
- 1964: A Tiger Walks
- 1964–1965: The Bing Crosby Show (Fernsehserie, 27 Folgen)
- 1967: Seemann, ahoi! (Easy Come, Easy Go)
- 1968: Walt Disneys bunte Welt (Walt Disney's Wonderful World of Color, Fernsehserie, 2 Folgen)
- 1969: Lancer (Fernsehserie, Folge 1x18)